# قرار مجلس الأمن التابع للأمم المتحدة رقم 444
قرار مجلس الأمن التابع للأمم المتحدة رقم 444، المتخذ في 19 كانون الثاني / يناير 1979، بعد الإشارة إلى القرارات 425 (1978)، 426 (1978)، 427 (1978) و434 (1978)، وبعد النظر في تقرير الأمين العام عن قوة الأمم المتحدة المؤقتة في لبنان (اليونيفيل)، أعرب المجلس عن قلقه إزاء الوضع في جنوب لبنان وأشار إلى أن اليونيفيل لم تكن قادرة على إكمال المهام في نهاية ولايتها الثانية.
وأدان المجلس عدم تعاون من قبل لبنان وخاصة اسرائيل مع اليونيفيل فيما يتعلق بتنفيذ تفويضها. كما أثنى المجلس على محاولات الحكومة اللبنانية إعادة بسط سلطتها في جنوب لبنان. جاء ذلك في سياق الحرب الأهلية اللبنانية.
من خلال تمديد تفويض القوة حتى 19 يونيو 1979، طلب القرار من اليونيفيل، بالاشتراك مع الأمين العام، المساعدة في استعادة النظام في المنطقة، بما في ذلك التنفيذ الكامل للقرار 425.
تم تبني القرار بأغلبية 12 صوتًا، بينما امتنعت تشيكوسلوفاكيا والاتحاد السوفيتي، ولم تشارك الصين.